# Montgomery Gentry
Pour les articles homonymes, voir Montgomery et Gentry (homonymie).
Montgomery Gentry est un duo de musique country, fondé en 1999, et composé d'Eddie Montgomery et Troy Gentry (1967-2017).
Le 8 septembre 2017, alors qu'il se rendait à un concert qu'il devait donner le soir même, Troy Gentry meurt dans un accident d'hélicoptère à 1 km de l'aéroport.
Peu de temps avant l'accident le pilote prévenait la tour de contrôle qu'il avait un ennui mécanique mais n'a pas eu le temps de récupérer l'appareil. Si le pilote est mort sur le coup, Troy Gentry lui décédera quelques heures après son arrivée à l'hôpital.

## Discographie

### Albums
- Tattoos & Scars (1999)
- Carrying On (2001)
- My Town (2002)
- You Do Your Thing (2004)
- Some People Change (2006)
- Back When I Knew It All (2008)
- Rebels on the Run (2011)
- Folks like us (2015)
- Here's  to you (2018)
- Outskirts (2019)